# 圣尼茨
圣尼茨（英語：St Neots，/sɛnʔ ˈniːəts/）是英格蘭劍橋郡的一個城鎮，人口大約有40,000人，是劍橋郡第三大城鎮。